# منغنات البوتاسيوم
منغنات البوتاسيوم هو مركب كيميائي صيغته K2MnO4، ويوجد على شكل صلب بلوري أخضر يغمق مع مرور الوقت.

## التحضير
يحضر المركب من تفاعل بيرمنغنات البوتاسيوم مع هيدروكسيد البوتاسيوم:
{\displaystyle {\ce {\mathrm {4\ KMnO_{4}\ +4\ KOH\longrightarrow 4\ K_{2}MnO_{4}\ +O_{2}\ +2\ H_{2}O} }}}
كما يمكن التحضير من تفاعل مركبات المنغنيز الثنائي أو أكسيد المنغنيز الرباعي مع هيدروكسيد البوتاسيوم والأكسجين أو الهواء؛ كما يمكن التحضير من تفاعل ثنائي أكسيد المنغنيز مع نترات البوتاسيوم وكربونات البوتاسيوم:
{\displaystyle {\ce {\mathrm {2\ MnO_{2}\ +O_{2}\ +4\ KOH\longrightarrow 2K_{2}MnO_{4}\ +2H_{2}O} }}}
{\displaystyle {\ce {\mathrm {MnO_{2}\ +KNO_{3}\ +K_{2}CO_{3}\longrightarrow K_{2}MnO_{4}\ +KNO_{2}\ +CO_{2}} }}}

## الخواص
يوجد المركب في الشروط القياسية على شكل بلورات خضراء، تغمق مع مرور الوقت. يتفكك المركب عند التفاعل مع الماء:
{\displaystyle {\ce {\mathrm {3\ K_{2}MnO_{4}\ +2\ H_{2}O\longrightarrow 2\ KMnO_{4}\ +MnO_{2}\ +4\ KOH} }}}
كما يتفكك المركب بالتسخين.

## الاستخدامات
يستخدم مركب في المختبرات الكيميائية عاملاً مؤكسداً.